# Lepel (Stadt)

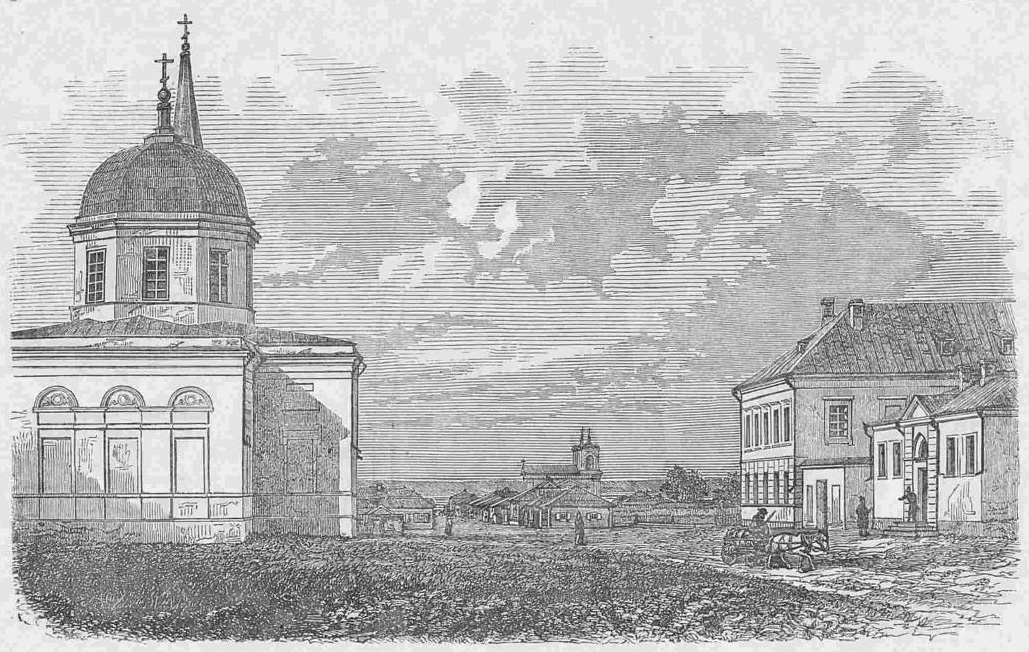
Lepel – Ansicht anno 1866

Lepel (belarussisch Ле́пель, russisch Ле́пель) ist eine Kleinstadt in Belarus in der Wizebskaja Woblasz am Südufer des Lepeler Sees 155 km nördlich von Minsk und 115 km westlich von Wizebsk. Sie ist Verwaltungssitz (Kreisstadt) des Rajons Lepel. Durch die Stadt fließen die Flüsse Ula und Essa.

## Etymologie des Namens „Lepel“
Laut einer Version stammt der Name vom Wort Lepene (in etwa See im Lindenwald). Nach einer anderen Version könnte der Name von belaruss. лепей/lepej (= besser) herrühren, da es sich hier angeblich besser leben lässt als an jedem anderen Ort. Eine dritte Version besagt, dass der Name der Stadt von belaruss. лепка/lepka oder ляпіць/ljapic’ (was so viel wie kleben bedeutet) stammen könnte als ein Bezug auf das in Lepel verbreitete Töpferhandwerk.

## Wappen
Beschreibung: In Rot das silberne Pahonja mit einer goldenen dreitürmigen Mauerkrone auf dem Schild.

## Geschichte

### Geschichte bis zum Zweiten Weltkrieg
Zum Zeitpunkt seiner ersten urkundlichen Erwähnung im Jahre 1439 als Dorf und Gut Lepel gehörte die Stadt zum Großfürstentum Litauen. Von 1558 bis 1583 existierte hier die Burg Lepel. Im Jahre 1863 erhielt die Siedlung den Status einer Stadt, die 1852 ein eigenes Wappen bekam. Damals befand sich die Siedlung noch am westlichen Ufer des Lepeler Sees (heute das Dorf Stary Lepel). 1586 gründete Leu Sapeha drei Kilometer von Lepel entfernt im Dorf Belaja die Siedlung Bely Lepel oder Nowy Lepel (heute die Stadt Lepel), wohin das Handelszentrum verlegt und ein Schloss sowie eine russisch-orthodoxe und eine katholische Kirche erbaut wurden.
Mit Unterstützung des katholischen Priester Kucharski wurde die Stadt 1439 von Michail, einem Sohn des Litauer Fürsten Sigismund Kęstutaitis, gegründet und der Kirche in Wizebsk übergeben. König Sigismund der Alte bestätigte die Schenkung. Die Stadt befand sich bis zum Tode Sigismunds II. Augusts unter der Herrschaft der Jagiellonen. 1541 gehörte Lepel mit der Einverständniserklärung des Papstes der Wizebsker Kathedrale. Nach der Einnahme von Polazk durch Moskauer Truppen im Jahre 1563 übergab das Wilnaer Kapitel, da es nicht imstande war, das Vermögen vor den ständigen Angriffen des Fürstentum Moskau zu schützen, Lepel der Herrschaft unter Sigismund II. August unter der Bedingung, dass, wenn der König das Gut behalten möchte, er dem Kapitel ein anderes gleichwertiges übergeben müsse. Der König jedoch hielt sich nicht an die Abmachungen und übergab das Gut dem Smolensker Stadthauptmann Jury Sjanowitsch zur lebenslangen Nutzung und nach dessen Tod dem Polazker Wojewoden Mikalaj Darahastajski. Erst als König Stephan Báthory Polazk befreite, gab dieser dem Kapitel das Gut zurück. Das Kapitel jedoch konnte nur schwer das Gebiet verteidigen, und die einstigen Missverständnisse und Überfälle durch die feindlichen Truppen zwangen es letzten Endes 1586 zum Verkauf des Lepeler Territoriums an Leu Sapeha – einen der einflussreichsten Mäzenen, der mehrere Kathedralen errichtet und an mehrere Klöstern im damaligen Litauen Spenden geleistet hatte.
1609 übergab er Lepel den Wilnaer Geistlichen, den Bernhardinerinnen, die sich damals zur Michaelskirche zugehörig fühlten.
Nach der Ersten Teilung Polens und dem Anschluss von Belarus an Russland im Jahre 1772 verblieb Lepel in Litauen, da die Grenze direkt am Fluss Westliche Dwina verlief. Nach der zweiten polnischen Teilung fiel Lepel dann an das zaristische Russland. 1802 wurde es zur Kreisstadt. Während des Vaterländischen Krieges von 1812, wie die Kriege gegen Napoleon in Russland bzw. Belarus heißen, verbrannten die durch Belarus ziehenden Armeen die Stadt.
Obwohl das 1797 bis 1807 bei Lepel gebaute Kanalsystem Beresina 1913 seine strategische und wirtschaftliche Bedeutung verlor, blieben die Bauten und Einrichtungen erhalten. Es gab hier eine technische Schule, wo unter Leitung von Ingenieuren technisches Personal ausgebildet wurde. Von 1833 bis 1839 arbeitete der belarussische Schriftsteller Jan Czeczot in der Kanalverwaltung.
Anfang des 20. Jahrhunderts waren von 7000 Stadtbewohnern 4000 Juden, die den Handel dominierten.
Seit 1924 ist Lepel Kreisstadt. 1925 wurde die Eisenbahnverbindung Orscha-Lepel eingerichtet.

### Verteidigung und Befreiung der Stadt während des Zweiten Weltkrieges
Während des Überfall der Deutschen auf die Sowjetunion kam es zur Zerschlagung von wichtigen sowjetischen Truppeneinheiten an der Westfront in der Kesselschlacht bei Białystok und Minsk hatten die deutschen Truppen der Heeresgruppe Mitte in ihren Operationen freie Bahn und begannen mit dem Vorrücken an die Linie der Flüsse Westliche Dwina und Dnepr. Lepel, in dessen Region sich die wesentlichen Militärlager befanden, wurde nur vom Offiziersschülerregiment der Lepeler Artillerie- und Granatwerfer-Militärschule verteidigt, die in der Siedlung Barouka stationiert war, sowie von den nach Osten abgerückten Einheiten und Grenzsoldaten. Die Verteidigung leitete Generalmajor B. Terpiloski, Kommandant der Lepeler Garnison. In den frühen Morgenstunden des 2. Juli 1941 startete die deutsche Luftwaffe den ersten Angriff auf Lepel, gegen Abend näherte sich der Stadt der Vortrupp der 7. Panzer-Division und begann mit dem Beschuss der Stadt vom Dorf Staja her.
Am 3. Juli wurde die Stadt von den deutschen Truppen eingenommen. Am nächsten Tag überschritten die Deutschen die Ula und setzten die Offensive nach Osten fort. Die Gruppe von Terpiloski nahm an der Verteidigung von Wizebsk teil, danach wurden die am Leben gebliebenen Offiziersschüler nach Barnaul geschickt, an den Standort einer neuen Rekrutenschule.
Vom 6. bis 10. Juli 1941 unternahmen die sowjetischen Truppen einen Vorstoß in Richtung Lepel („Lepeler Gegenschlag“), der mit einer vernichtenden Niederlage endete.
Während der Besetzung westlicher Teile der Sowjetunion gehörte Lepel zum Reichskommissariat Ostland. Lepel war Teil des untergeordneten Generalkommissariat Weißruthenien. Als Gebietskommissar war der aus Schleswig-Holstein stammende Rendsburger NSDAP-Kreisleiter Walter Ellerbrock abgeordnet. Die deutschen Besatzer töteten in Lepel und Umgebung ca. 5229 Menschen.
Befreit wurde die Stadt am 28. Juni 1944 im Zuge der Witebsk-Orscha-Operation durch die Truppen der 1. Baltischen und der 3. Weißrussischen Front.

## Demographische Entwicklung
| Jahr      | 1864  | 1897  | 1959 | 1970  | 1998   | 2006   | 2007   |
| --------- | ----- | ----- | ---- | ----- | ------ | ------ | ------ |
| Einwohner | 2.100 | 6.300 | 9683 | 13109 | 19.400 | 18.800 | 18.700 |

## Kultur und Bildung
In der Stadt gibt es ein Landeskunde- und ein Handwerksmuseum sowie ein Kulturhaus. Zudem gibt es drei Mittelschulen und das Gymnasium Nr. 1, ein staatliches landwirtschaftlich-technisches College (das ehemalige Technikum für Hydromelioration), die Berufsschule Nr. 175, eine Kunstschule und eine Musikschule.

## Wirtschaft und Verkehr
In Lepel sind die Holz- und Metallindustrie, die Maschinenbau- und die Nahrungsmittelindustrie u. a. ansässig. Hier tätige Unternehmen sind z. B. das Lepeler Milchkonservierungskombinat, die Lepeler Brotfabrik, die Lepeler Triebradfabrik, die Lepeler Forstwirtschaft, eine Flachsaufbereitungsfabrik sowie das Lepeler Wasserwerk.
Die Stadt hat einen Sackbahnhof und verfügt über einen Eisenbahnanschluss nach Orscha (Endstation der Eisenbahnverbindung Orscha-Lepel). Sie liegt an der M3 und ist über Fernstraßen mit Minsk, Wizebsk, Polazk und Orscha verbunden.

## Tourismus und Sehenswürdigkeiten
Die wichtigsten Sehenswürdigkeiten des nicht im touristischen Rampenlicht stehenden Ortes sind der langgestreckte See und der nahe gelegene Beresinkij Nationalpark.
Darüber hinaus gibt es hier die Kasimirkirche (katholisch), errichtet 1857–1876, und die Freitagskirche (russisch-orthodox).
Außerdem gibt es hier ein Sanatorium für Kinder, das Erholungsheim für Kinder „Zhamczyczyna“ (= Perle) und – direkt am Ufer des Sees, das Sanatorium „Lade“.

## Besonderheiten
Am Ufer des weitläufigen Sees unternimmt der deutsche gemeinnützige Verein Heim-statt Tschernobyl e. V. ein Siedlungsprojekt für Familien aus den kontaminierten Gebieten im Südosten von Belarus (Homelskaja Woblasz, Grenzgebiet zum ukrainischen Tschornobyl). (siehe hierzu: Naratsch)
Während des belarussischen Präsidentschaftswahlkampfes 2006 geriet der Ort auch international in die Schlagzeilen, als sich die dortige baptistische Gemeinde öffentlich gegen die Unterdrückung religiöser Minderheiten in Belarus wandte.

## Söhne und Töchter der Stadt
- Jan Czeczot (1796–1847), Dichter, Folklorist und Ethnograph
- Antoni Fijałkowski (1797–1883), römisch-katholischer Geistlicher, Erzbischof von Minsk-Mahiljou 1872–1883
- K. Salenik (1811–1851), ukrainischer Schauspieler, einer der Begründer des ukrainischen realistischen Theaters
- Wladimir Motyl (* 1927), Regisseur und Drehbuchautor